# Miłolas (wieś)
Miłolas – wieś w Polsce położona w województwie lubelskim, w powiecie radzyńskim, w gminie Kąkolewnica.
W latach 1975–1998 miejscowość administracyjnie należała do województwa bialskopodlaskiego.
Wieś stanowi sołectwo gminy Kąkolewnica. Według Narodowego Spisu Powszechnego z roku 2011 wieś liczyła 23 mieszkańców.